# 周義評
周義評（英語：Chau Yee Ping，1998年9月15日—），香港男子賽艇運動員。

## 簡歷
周義評早年就讀中華基督教會全完第一小學和紡織學會美國商會胡漢輝中學，2015年就讀中五時轉讀林大輝中學。2018年8月，周義評代表香港參加2018年亞洲運動會賽艇比賽，與張銘恆、林新棟、梁俊碩、廖賡裕、鄧超萌、黃柏恩、黃偉健和袁潤林合作出戰男子輕量級八人艇項目，在決賽以6分14秒46的成績贏得銅牌。